# ドラゴン危機一発
『ドラゴン危機一発』（ドラゴンききいっぱつ、原題: 唐山大兄、英題: The Big Boss）は、1971年制作の香港映画。ブルース・リー主演。

## 概要
アメリカから香港に凱旋したブルース・リーがゴールデン・ハーベスト社と契約して主演した一連のカンフー映画の第1作目にあたる。香港では、当時の映画興行記録を更新する大ヒットとなり、続く『ドラゴン怒りの鉄拳』で、リーの人気は不動のものとなった。
本作品は当初ジェームス・ティエンを主役に据えた作品で、リーは準主役という位置づけであったが、リーの凄まじいインパクトに彼を主役に据える方向でシナリオが書きかえられた。そのため、ティエン演じる役柄は途中で殺されてしまうことになった。監督は当初からロー・ウェイが担当することになっていたが、直前の作品の完成が遅れたため、クランクイン直後は、ＧＨの創業者の一人、レナード・ホーが代わりに演出していた。しかし、そのホーも別の仕事が入り、ローにバトンを渡すことなく現場を去った。その後、ローが到着するまで、助監督で工場長役のチェン・チャオと、同じく助監督であり映画の中で最初に麻薬を発見し殺されるシュウの弟・チャンを演じたチー・ヤオチャンが現場を切り盛りした。タイ在住の華僑チェン・チャオは現地のスタッフとキャストを取り纏めるなど、本作では八面六臂の活躍をしており、ホー・チョンドー主演の『カンフーに生きる！ブルース・リー物語』でも本人役で出演、本作の続編と称したロー・リエ主演の『唐山二兄』（The Big Boss PartⅡ）では監督と新ボス(生き残った元工場長)役を務めている。また、チー・ヤオチャンは本作での仕事ぶりをリーに認められ、以降、『死亡遊戯』も含め、『燃えよドラゴン』に至るまで生前の全てのリーの作品で助監督を担当している。
ストーリー設定は20世紀初頭をイメージしていたが、タイ側のスタッフの意思統一が図られなかったため、主人公たちは前時代的な衣装を着て、常に徒歩移動するものの、劇中に現代風の大型バスやパトカー等が登場するなど、奇妙な世界観が展開されている。本作をはじめ、多くのカンフー映画が20世紀初頭、或いは、それ以前を舞台設定にする理由はストーリー上、正邪の別なく拳銃を使えなくするためである。

## ストーリー
タイを舞台に、製氷工場を隠れ蓑にして麻薬を密売しているギャングの一味に、次々と従兄弟達を殺されたチェン（ブルース・リー）が怒りを爆発、ギャングのボス（ハン・インチェ）やドラ息子（トニー・リュウ）に復讐の闘いを挑む。

## キャスト
| 役名 (広東語名)                         | 俳優                     | 日本語吹替 |
| 役名 (広東語名)                         | 俳優                     | テレビ朝日版 |
| --------------------------------------- | ------------------------ | --- |
| チェン・チャオアン (チェン・チャウオン) | ブルース・リー           | 藤岡弘 |
| チャオ・メイ (ハオ・ムイ)               | マリア・イー             | 岡本茉利 |
| シュウ・シェン (ホイ・キン)             | ジェームス・ティエン     | 市川治 |
| クオン (クン)                           | リー・クン               | 神山卓三 |
| チェンの従兄弟の一人                    | ラム・チェンイン         | 千田光男 |
| マイ                                    | ハン・インチェ           | 大塚周夫 |
| マイの息子                              | トニー・リュウ           | 伊武雅之 |
| ウー・マン                              | マラリン                 | 小宮和枝 |
| 工場長                                  | チェン・チャオ           | |
| 町の氷菓子屋の娘                        | ノラ・ミャオ（特別出演） | |
| 不明 その他                             |                          | 西村淳二 野島昭生 石丸博也 田中秀幸 徳丸完 鈴木れい子 国坂伸 たてかべ和也 稲葉実 渡部猛 広瀬正志 塩沢兼人 矢野陽子 戸部光代 |

- テレビ朝日版：1978年1月1日『日曜洋画劇場』
- パラマウントから2012年11月9日発売のエクストリーム・エディションBDに日本語吹替が収録されている。

## スタッフ
- プロデューサー：レイモンド・チョウ
- 監督・脚本：ロー・ウェイ
- 撮影：チェン・チンチュー
- 音楽：ワン・フー・リン、ピーター・トーマス、ジョセフ・クー（広東語バージョン）
- 武術指導：ハン・インチェ

### 日本語版
※テレビ朝日版
- 演出：高桑慎一郎
- 翻訳：鈴木導
- 制作：ニュージャパンフィルム
- 解説：淀川長治

## 作品解説

### ロケ地
ほとんどのシーンがタイでのロケによるもので、主要キャストを除いてエキストラもほとんどがタイ人だった。

### 事故
タイの過酷な気候の中で続いた撮影で、主役を演じたブルース・リーの体重は激減したという。また、リーがコップを洗っていた際、右手人差し指を十針縫う大ケガを負ってしまう。後に握力が強すぎて握りつぶしてしまったと関係者から語られている。

### 怪鳥音
他の作品で有名になったリーの怪鳥音・ヌンチャクが登場しない作品。ただし、1982年に香港でのリバイバル公開時に新たに製作された広東語音源では、怪鳥音のないアクション・シーンに、他のリー作品(主に『燃えよドラゴン』)からサンプリングした怪鳥音を被されており、以後のビデオグラムはほぼ全てがこの音声をメイントラックに扱っている。このため、新しいファンにとってはこの広東語版が最も馴染みのある音声という人も多く、地元香港で度々行われるモノマネ大会でも本人の肉声ではない広東語吹替のセリフ回しがしばしば採用される。その一方、日本公開時の独自音声を支持する層からはすこぶる評判が悪い。日本における最初のビデオソフトはポニーから発売されたが、既にこの音源が使用されていた。正確にはこれより以前、まだビデオデッキが一般に普及する前の1970年代に、日本国内でも8ミリフィルムで本作のダイジェストフィルムが発売されていた。

### タイトル
日本題名『ドラゴン危機一発』は、同じく第2弾である『007 危機一発』（後に『007 ロシアより愛をこめて』に改題）をもじったもので、ストーリーとは全く関係ない。『ドラゴン危機一髪』と表記するのは誤りである。
イギリス統治時代の香港映画には、第一公用語である英語の原題が必ずあったが、なぜかアメリカの劇場公開版では本作（The Big Boss）が『Fists of Fury』に、『ドラゴン怒りの鉄拳』（Fist of Fury）が『The Chinese Connection』となった。「The Big Boss（大親分）」を「The Chinese Connection（中国麻薬密売組織）」に改題して配給しようとして2作品を取り違えたと考えられるが、「Fist」が複数形の「Fists」になっていることと加え、このような間違いが起きた原因は不明である。
現在では、オフィシャルのものでも勘違いされることがあるが、「The Big Boss」とはハン・インチェ演じる(ビッグと呼ぶにはいささか違和感がある)社長を指すものではなく、原題「唐山大兄」の意訳（直訳は「Chinese Big Brother」）であり、すなわち、ブルース・リーの事を意味したものである。

## 日本公開
日本では『燃えよドラゴン』に続いて1974年に劇場公開されている。日本で公開されたゴールデン・ハーベスト社単独製作のカンフー映画は本作が2本目となる。配給収入6億円で、1974年の洋画部門の第4位。
また日本公開時は、配給元の東和は「洋画は英語」という理由で英語音源で公開している。また東和が製作したオリジナル主題歌マイク・レメディオスの「鋼鉄の男」を編入したオリジナルのバージョンで公開された。2012年現在このバージョンは、東和の権利切れにともない再公開・放送・ソフト発売はされていない。